# Coupe d'Angleterre de football 1985-1986
Navigation
Coupe d'Angleterre 1984-1985 Coupe d'Angleterre 1986-1987
La Coupe d'Angleterre de football 1985-1986 est la 106e édition de la Coupe d'Angleterre de football. Liverpool remporte sa troisième Coupe d'Angleterre de football au détriment d'Everton sur le score de 3-1 au cours d'une finale jouée dans l'enceinte du stade de Wembley à Londres. Ce match constitue jusqu’alors l'unique confrontation en finale de la Coupe d'Angleterre des deux clubs de Liverpool et fait donc partie des matchs du Merseyside derby. Cette victoire permet au club de faire le doublé en gagnant aussi le championnat.

## Calendrier de l'épreuve
| Tour           | Date des premiers matchs | Rencontres | Rencontres | Clubs    |
| Tour           | Date des premiers matchs | Joués      | Rejoués    | Clubs    |
| -------------- | ------------------------ | ---------- | ---------- | -------- |
| Premier tour   | 16 novembre 1985         | 40         | 14 + 1     | 124 → 84 |
| Deuxième tour  | 7 décembre 1985          | 20         | 7          | 84 → 64  |
| Troisième tour | 4 janvier 1986           | 32         | 8          | 64 → 32  |
| Quatrième tour | 25 janvier 1986          | 16         | 6 + 2      | 32 → 16  |
| Cinquième tour | 15 février 1986          | 8          | 7 + 1      | 16 → 8   |
| Sixième tour   | 8 mars 1986              | 4          | 2          | 8 → 4    |
| Demi-finales   | 5 avril 1986             | 2          | -          | 4 → 2    |
| Finale         | 10 mai 1986              | 1          | -          | 2 → 1    |

## Cinquième tour
| 15 février 1986 | Southampton | 0-0   | Millwall |  |
|                 |             | (0-0) |          |  |

| 5 mars 1986 | Watford | 1-1 | Bury |  |  |
|             |         |     |      |  |  |

| 26 février 1986 | Derby County | 1-1 | Sheffield Wednesday |  |  |
|                 |              |     |                     |  |  |

| 15 février 1986 | Luton Town | 2-2 | Arsenal |  |  |
|                 |            |     |         |  |  |

| 4 mars 1986 | Tottenham Hotspur | 1-2 | Everton |  |  |
|             |                   |     |         |  |  |

| 15 février 1986 | Manchester United | 1-1 | West Ham United |  |  |
|                 |                   |     |                 |  |  |

| 15 février 1986 | York City | 1-1 | Liverpool |  |  |
|                 |           |     |           |  |  |

| 15 février 1986 | Peterborough United | 2-2 | Brighton and Hove Albion |  |  |
|                 |                     |     |                          |  |  |

### Matchs rejoués
| 5 mars 1986 | Millwall | 0-1 | Southampton |  |  |
|             |          |     |             |  |  |

| 8 mars 1986 | Bury | 0-3 | Watford |  |  |
|             |      |     |         |  |  |

| 26 février 1986 | Sheffield Wednesday | 2-0 | Derby County |  |  |
|                 |                     |     |              |  |  |

| 3 mars 1986 | Arsenal | 0-0   | Luton Town |  |
|             |         | (0-0) |            |  |

| 9 mars 1986 | West Ham United | 2-0 | Manchester United |  |  |
|             |                 |     |                   |  |  |

| 18 février 1986 | Liverpool | 3-1 | York City |  |  |
|                 |           |     |           |  |  |

| 3 mars 1986 | Brighton and Hove Albion | 1-0 | Peterborough United |  |  |
|             |                          |     |                     |  |  |

### 2ematchrejoué
| 5 mars 1986 | Luton Town | 3-0 | Arsenal |  |  |
|             |            |     |         |  |  |

## Sixième tour
| 11 mars 1986 | Liverpool | 0-0   | Watford |  |
|              |           | (0-0) |         |  |

| 12 mars 1986 | Sheffield Wednesday | 2-1 | West Ham United |  |  |
|              |                     |     |                 |  |  |

| 8 mars 1986 | Luton Town | 2-2 | Everton |  |  |
|             |            |     |         |  |  |

| 8 mars 1986 | Brighton and Hove Albion | 0-2 | Southampton |  |  |
|             |                          |     |             |  |  |

### Matchs rejoués
| 17 mars 1986 | Watford | 1-2 | Liverpool |  |  |
|              |         |     |           |  |  |

| 12 mars 1986 | Everton | 1-0 | Luton Town |  |  |
|              |         |     |            |  |  |

## Demi-finales
| 5 avril 1986 | Liverpool     | 2-0 (a.p.) | Southampton | White Hart Lane, Londres                       |                                                |
| 16:00        | Rush 99e 104e | (0-0)      |             | Spectateurs : 44 605 Arbitrage : Alan Saunders | Spectateurs : 44 605 Arbitrage : Alan Saunders |
| 16:00        | (rapport)     |            |             | Spectateurs : 44 605 Arbitrage : Alan Saunders | Spectateurs : 44 605 Arbitrage : Alan Saunders |

| 5 avril 1986 | Everton                | 2-1 (a.p.) | Sheffield Wednesday | Villa Park, Birmingham                      |                                             |
| 16:00        | Harper 48e · Sharp 97e | (0-0)      | Shutt 51e           | Spectateurs : 47 711 Arbitrage : Brian Hill | Spectateurs : 47 711 Arbitrage : Brian Hill |
| 16:00        | (rapport)              |            |                     | Spectateurs : 47 711 Arbitrage : Brian Hill | Spectateurs : 47 711 Arbitrage : Brian Hill |

## Finale
| Titulaires : |  |
| |  |
| 1 Bruce Grobbelaar 2 Mark Lawrenson 3 Jim Beglin 4 Steve Nicol 5 Ronnie Whelan 6 Alan Hansen (c) 7 Kenny Dalglish 8 Craig Johnston 9 Ian Rush 10 Jan Mølby 11 Kevin MacDonald |  |
| Remplaçants : |  |
| 12 Steve McMahon |  |
| Entraîneur : |  |
| Kenny Dalglish |  |

| Titulaires : |  |
| |  |
| 1 Bobby Mimms · 2 Gary Stevens 72e · 3 Pat Van Den Hauwe · 4 Kevin Ratcliffe (c) · 5 Derek Mountfield · 6 Peter Reid · 7 Trevor Steven · 8 Gary Lineker · 9 Graeme Sharp · 10 Paul Bracewell · 11 Kevin Sheedy · |  |
| Remplaçants : |  |
| 12 Adrian Heath 72e · |  |
| Entraîneur : |  |
| Howard Kendall |  |

| Titulaires : |  |
| |  |
| 1 Bruce Grobbelaar 2 Mark Lawrenson 3 Jim Beglin 4 Steve Nicol 5 Ronnie Whelan 6 Alan Hansen (c) 7 Kenny Dalglish 8 Craig Johnston 9 Ian Rush 10 Jan Mølby 11 Kevin MacDonald |  |
| Remplaçants : |  |
| 12 Steve McMahon |  |
| Entraîneur : |  |
| Kenny Dalglish |  |

| Titulaires : |  |
| |  |
| 1 Bobby Mimms · 2 Gary Stevens 72e · 3 Pat Van Den Hauwe · 4 Kevin Ratcliffe (c) · 5 Derek Mountfield · 6 Peter Reid · 7 Trevor Steven · 8 Gary Lineker · 9 Graeme Sharp · 10 Paul Bracewell · 11 Kevin Sheedy · |  |
| Remplaçants : |  |
| 12 Adrian Heath 72e · |  |
| Entraîneur : |  |
| Howard Kendall |  |

| Liverpool | Everton |